# Ga Bến xe buýt Seobu
Ga Bến xe buýt Seobu là ga nằm trên Tàu điện ngầm Daegu tuyến 1 ở Nam-gu Daegu, Hàn Quốc. Ga Seongdangmot được đặt tên do có Công viên Duryu Seongdangmot nằm gần đó. Tại đây có mật độ dân số đông do các siêu thị và cửa hàng quần áo nằm xung quanh ga này nối với Ga Seongdangmot.

## Liên kết
- (tiếng Hàn) Thông tin trạm Lưu trữ ngày 27 tháng 10 năm 2014 tại Wayback Machine từ Tổng công ty đường sắt cao tốc đô thị Daegu